# Clot dels Avellaners
El Clot dels Avellaners és un clot del terme municipal de Conca de Dalt, a l'antic terme d'Hortoneda de la Conca, al Pallars Jussà. Pertany a l'àmbit de l'antic poble d'Herba-savina.
Està situat al sud-est d'Herba-savina, a l'esquerra del riu de Carreu, al racó sud-est del terme municipal, a prop del límit amb Abella de la Conca. És a ponent de la Pala de Pedro i a llevant de la Pala de Font Freda.